# Ulica Kaznodziejska we Wrocławiu
Ulica Kaznodziejska – jedna z najkrótszych ulic we Wrocławiu, niegdyś stanowiła element ciągu komunikacyjnego łączącego Rynek z Przedmieściem Oławskim. Na najstarszym planie Wrocławia z roku 1562 oznaczona jest jako najwyżej położona ulica Starego Miasta - stąd pierwotna nazwa ulicy Die höchste Gasse. Jako Prediger Gasse ("zaułek Kaznodziejski") po raz pierwszy wzmiankowana w roku 1733 w opisie Wrocławia autorstwa Daniela Gomolcke, nazwa związana z plebanią katedry św. Marii Magdaleny, która znajdowała się właśnie na tej ulicy.
Zabudowa ulicy została całkowicie zniszczona w roku 1945, w latach 60. XX wieku ulicę Kaznodziejską przedłużono o dalsze 50 m w kierunku ulicy Krawieckiej, jednak w latach 90. wskutek wybudowania nowego domu przy ulicy Biskupiej przedłużenie to zostało zlikwidowane.